# جيمس إي. سميث (سياسي)
جيمس إي. سميث (بالإنجليزية: James E. Smith)‏ هو سياسي أمريكي، ولد في 20 مارس 1948 في أناكوندا في الولايات المتحدة.